# 藺從善
藺從善（？年—？年），字有恒，山西磁州（今山西省磁縣）人。明朝政治人物。

## 生平
洪武二十六年（1393年）癸酉科鄕試第一。授山東陵縣教諭。遷揚州府教授。成祖時，擢翰林院編修，與王直、錢習禮等十五人侍太孫讀書。累遷至洗馬。宣宗嗣位，同官皆營擢要職，唯獨從善與王直留滯不調。數年，方遷學士，漸得信用。正統四年（1439年），與王直典會試。年逾七旬，乞休歸里卒。入祀鄉賢祠。